# God Defend New Zealand
God Defend New Zealand — один из двух гимнов Новой Зеландии. Был принят 21 ноября 1977 года. Гимн также переведён на язык маори.

## История
Стихи были написаны в 1870-е годы Томасом Брэкеном, жителем Данидина ирландского происхождения, увлекавшимся масонством. В 1876 году газета The Saturday Advertiser («Субботняя газета с объявлениями») объявила конкурс на лучшую музыку к этому произведению. Комиссия из трёх мельбурнских музыкантов присудила приз в десять гиней уроженцу Тасмании Джону Джозефу Вудсу. Впервые песня была исполнена на Рождество того же года в «Королевском театре» Данидина. В 1878 году оклендский судья Томас Смит по просьбе губернатора Дж. Грея сделал вольный перевод гимна на язык маори.
В 1940 году новозеландское правительство приобрело авторские права на песню, она исполнялась в качестве псалма на Играх Британской империи с 1950 года и на Олимпийских играх с 1972 года. В 1976 году в парламент была подана петиция с требованием официального утверждения гимна. В 1977 году Елизавета II присвоила God Defend New Zealand равные права с God Save The Queen.
В 2011 году этот вариант Гимна был исполнен новозеландской певицей Рией Холл на церемонии открытия Чемпионата мира по регби 2011.